# 佐藤惣之助
佐藤 惣之助（さとう そうのすけ、1890年〈明治23年〉12月3日 - 1942年〈昭和17年〉5月15日）は、日本の詩人、作詞家。

## 経歴
神奈川県橘樹郡川崎町砂子（現在の川崎市川崎区）にて於いて佐藤慶次郎・うめ夫妻の二男として出生。佐藤家は川崎宿砂子の本陣を預かる家柄であった。
1897年（明治30年）川崎尋常小学校入学。1903年（明治36年）3月、高等科1学年修了。4月、東京市麻布区飯倉町の糸商「万文」に丁稚奉公開始。住み込み、この頃から句作をする。1904年（明治37年）俳句雑誌『半面』に関与し、千家元麿と識り、ともに『新潮』俳句欄に投稿するとともに、同欄選者佐藤紅緑に師事する。1906年（明治39年）渡米を志し、身体検査を受けるも、眼疾のため不合格となる。「万文」を退職し、父の家業を手伝う。1907年（明治40年）暁星中學附属佛語専修科に入学し、2年間フランス語を学ぶ。この頃から詩作する。1909年（明治42年）佃島の下宿と川崎の実家とを往復する日々を過ごし、小山内薫、吉井勇と交友する。1911年（明治44年）5月横浜の輸出商の娘で、従妹にあたる川田花枝と結婚し、東京市麻布笄町に住む。
1912年（大正元年）12月千家元麿、福士幸次郎らと雑誌『テラコツタ』創刊。1914年（大正3年）1月千家とともに雑誌『エゴ』創刊。1916年（大正5年）1月に最初の詩集である『正義の兜』を出版。10月父慶次郎死去。翌1917年（大正6年）10月には、第2詩集である『狂へる歌』を出版。1920年（大正9年）10月同人詩集『麥』刊行に参加 。12月詩集『満月の川』出版。1921年（大正10年）12月詩集『新都市雜曲集 深紅の人』出版。1922年（大正11年）3月千家元麿、室生犀星、尾崎喜八、百田宗治らと詩誌『嵐』を創刊。同月詩集『自然詞華集 荒野の娘』刊行、4月詩集『華やかな散歩』刊行、5月から7月にかけて琉球、台湾を旅行。また7月に『季節の馬車 素描風なる短章新詩集』刊行。10月散文集『市井鬼又は或る田舎町の最下層の物語又非小説的なる短篇少々』、11月『琉球諸嶋風物詩集』刊行。1923年（大正12年）2月詩集『雪に書く 新詩集』、7月詩集『海洋詩集或はわれわれの太平洋を祝祭する一日本人の挑戦的交響樂 颱風の眼』刊行。9月関東大震災罹災、川崎の自宅に被害あるも、横浜より避難してきた千家元麿一家を一時受け容れる。12月句集『にはほこり』刊行。1924年（大正13年）5月随筆集『蠅と蛍 或は寂寞の本』、8月詩集『四季旅行小曲詩集 水を歩みて』刊行。1925年（大正14年）7月、新居落成。詩人のクラブ「詩之家」を結成する。機関誌『詩之家』創刊。10月、萩原朔太郎とともに新潮社出版の詩話會機関誌『日本詩人』を編集。1926年（大正15年）4月詩集『浮れ鴛鴦 民謡集』、12月詩集『情艶詩集』刊行。1928年（昭和3年）5月、約1ヶ月間満蒙および朝鮮各地を旅行する。1929年（昭和4年）8月詩集『トランシツト』、10月『新民謡集 波止場むすめ』を刊行。1931年（昭和6年）1月小説集『淒気の図 佐藤惣之助短篇集』、6月詩集『西蔵美人』刊行。7月より横濱貿易新報に長編小説『處女線を截る』を129回連載。1933年（昭和8年）1月、妻の花枝が死去。6月、詩集『花心』刊行。11月、詩人萩原朔太郎の妹、萩原愛子（萩原アイ）と再婚。同月、詩集『異国歌謡集』刊行。作曲家、古賀政男と組み多くの楽曲を世に送り出す。
1934年（昭和9年）4月随筆『釣魚随筆 釣心魚心』刊行。11月個人雑誌『馬齢 佐藤惣之助隨刊個人誌』創刊。12月、上海、香港、広東、マニラを旅行。1935年（昭和10年）10月、約1ヶ月間満蒙を旅行する。1937年（昭和12年）4月、東京市大森区雪ケ谷に移る。1938年（昭和13年）9月には、久米正雄、林房雄、川口松太郎らと支那事変従軍文芸家第一班として中国へ従軍記者として赴く。武漢作戦に2ヶ月従軍。1939年（昭和14年）1月、句集『春羽織』、3月詩集『愛國詩集』、5月詩集『怒れる神 從軍詩集』、11月随筆集『釣するこゝろ』を刊行。1941年（昭和16年）2月より随筆集『釣の講座』春の巻、夏の巻、秋の巻、冬の巻を翌1942年4月にかけて順に刊行。6月、詩集『青年詩集』、随筆集『釣魚探究』、7月詩集『わたつみの歌 昭和六年刊詩集西蔵美人以降の作六十五篇』を刊行。1942年4月、詩文集『春すぎし 佐藤惣之助詩文集』を刊行。義兄朔太郎が死亡した4日後の1942年5月15日、目黒区の小山省の家を訪ねた際に脳溢血で倒れ、急逝。享年51。戒名は芳光院慈潤日惣居士。墓所は川崎市正教寺。
なお、川崎信用金庫本店の所在地が佐藤惣之助の生家跡であり、同店敷地内に「佐藤惣之助生誕の地碑」が建てられている。また、那覇市首里赤平町には、「佐藤惣之助詩歌碑」が建てられている。

## 著書
- 正義の兜 詩集 天弦堂, 1916
- 狂へる歌 第二詩集 無我山房, 1917
- 満月の川 詩集 叢文閣, 1920
- 深紅の人 新都市雑曲集 日本評論社出版部, 1921
- 華やかな散歩 詩集 その6 新潮社, 1922
- 季節の馬車 新潮社 1922 （現代詩人叢書 第5編）
- 荒野の娘 自然詞華集 大鐙閣, 1922 （現代代表詩選 第4編）
- 市井鬼 散文集 京文社, 1922
- 琉球諸島風物詩集 京文社, 1922
- 颶風の眼 海洋詩集 アルス, 1923
- 雪に書く 新詩集 二松堂書店, 1923.2 （表現叢書10）
- 水を歩みて 四季旅行小曲詩集 新作社, 1924
- 蠅と蛍 或は寂寞の本 新作社, 1924
- 情艶詩集 新潮社, 1926
- 浮れ鴛鴦 民謠集 紅玉堂書店, 1926.4
- 酒はまだある 春秋社, 1927
- トランシツト 詩集 素人社書屋, 1929
- 波止場むすめ 新民謡集 泰文館書店, 1929
- 青神 随筆集 白帝書房, 1930
- 釣りと魚 武蔵野書院, 1930
- 西蔵美人 詩集 現代評論社, 1931 （現代芸術叢書 第3編）
- 淒気の図 日向堂, 1931
- 釣心魚心 釣魚随筆 第一書房, 1934
- 笑ひ鳥 竜星閣, 1936
- 支那のランプ 版画荘, 1936
- 釣魚随筆 竹村書房, 1936
- 旅窓読本 学芸社, 1937
- 愛国詩集 むらさき出版部, 1939
- 怒れる神 従軍詩集 足利書房, 1939
- 釣するこゝろ 随筆 万里閣, 1939
- 春羽織 風流陣発行所, 1939 （風流陣俳句文学叢書 第1編）
- 釣魚探究 三省堂, 1941
- 青年詩集 新興音楽出版社, 1941
- 釣 創元社〈創元選書〉, 1942
- 国を挙りて 大東亜戦争詩集 勝承夫共編 甲子社書房, 1942
- 春すぎし 詩文集 鶴書房, 1942
- 佐藤惣之助全集 全3巻、桜井書店, 1943
  - 佐藤惣之助全集 全3巻 日本図書センター, 2006（復刻）
- 民謡の研究 文化書房, 1946
- 詩と歌謠の作り方 大泉書店, 1949
- 民謡随筆 彩光社, 1955（彩光新書）
- 琉球諸嶋風物詩集 海風社「南島叢書」, 1988（新版）
- 大手拓次　佐藤惣之助 新学社  2006（近代浪漫派文庫23）

## 代表曲
- 『大阪音頭』（1933年10月）［佐々紅華作曲、歌：藤本二三吉］
- 『赤城の子守唄』（1934年2月）［竹岡信幸作曲、歌：東海林太郎］
- 『月形半平太の唄』（1934年2月）［近藤政二郎作曲、歌：東海林太郎］
- 『旅は鼻唄』（1934年12月）［大村能章作曲、歌：東海林太郎］
- 『白い椿の唄』（1935年1月）［古賀政男作曲、歌：楠木繁夫］
- 『むらさき小唄』（1935年5月）［阿部武雄作曲、歌：東海林太郎］
- 『緑の地平線』（1935年10月）［古賀政男作曲、歌：楠木繁夫］
- 『ゆかりの唄』（1935年10月）［古賀政男作曲、歌：ディック・ミネ］
- 『白衣の佳人』（1935年11月）［古賀政男作曲、歌：ディック・ミネ］
- 『大阪タイガースの歌（現:阪神タイガースの歌、通称:六甲颪）』（1936年3月）［古関裕而作曲、歌：中野忠晴］
- 『お夏清十郎』（1936年4月）［大村能章作曲、歌：東海林太郎］
- 『東京娘』（1936年6月）［古賀政男作曲、歌：藤山一郎］
- 『男の純情』（1936年9月）［古賀政男作曲、歌：藤山一郎］
- 『愛の小窓』（1936年9月）［古賀政男作曲、歌：ディック・ミネ］
- 『すみだ川』（1937年2月）［山田栄一作曲、歌：東海林太郎］
- 『人生の並木路』（1937年2月）［古賀政男作曲、歌：ディック・ミネ］
- 『青い背広で』（1937年2月）［古賀政男作曲、歌：藤山一郎］…藤山が着ていた濃緑の背広を、酔った佐藤が見て「青い背広とは珍しい」と作詞したとのエピソードがある。
- 『青春日記』（1937年2月）［古賀政男作曲、歌：藤山一郎］
- 『さくら道成寺』（1937年4月）［田村しげる作曲、歌：三門順子］
- 『国境を越えて』（1937年6月）［古賀政男作曲、歌：楠木繁夫］
- 『真実一路の唄』（1937年7月）［古賀政男作曲、歌：楠木繁夫］
- 『上海だより』（1938年1月）［三界稔作曲、歌：上原敏］
- 『南京だより』（1938年4月）［山田栄一作曲、歌：上原敏］
- 『月下の吟詠』（1938年6月）［細川潤一作曲、歌：塩まさる］
- 『人生劇場』（1938年7月）［古賀政男作曲、歌：楠木繁夫］
- 『母子船頭唄』（1938年10月）［細川潤一作曲、歌：塩まさる］
- 『北満だより』（1938年12月）［三界稔作曲、歌：上原敏］
- 『広東の花売娘』（1940年1月）［上原げんと作曲、歌：岡晴夫］
- 『湖畔の宿』（1940年5月）［服部良一作曲、歌：高峰三枝子］
- 『新妻鏡』（1940年6月）［古賀政男作曲、歌：霧島昇、二葉あき子］
- 『燃ゆる大空』（1940年8月）［山田耕筰作曲、歌：藤山一郎、霧島昇］
- 『花の広東航路』（1941年8月）［上原げんと作曲、歌：岡晴夫］
- 『美わしの琉球』（1941年）［竹岡信幸作曲、歌：伊藤久男］
- 『新作おわら』［富山県民謡に追加した歌詞］